# Lesachtaler Brotherstellung

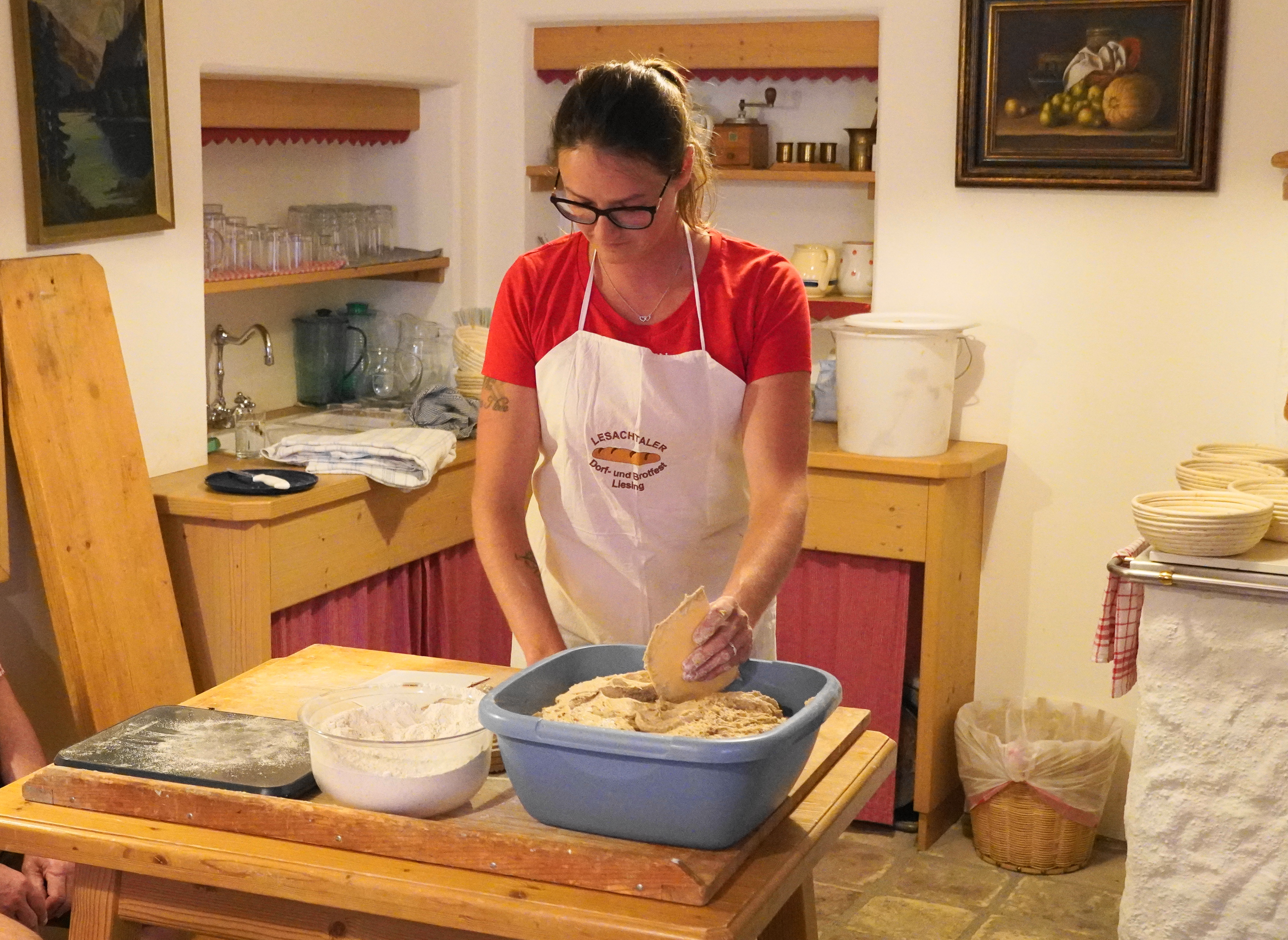
Brotherstellung im Lesachtal

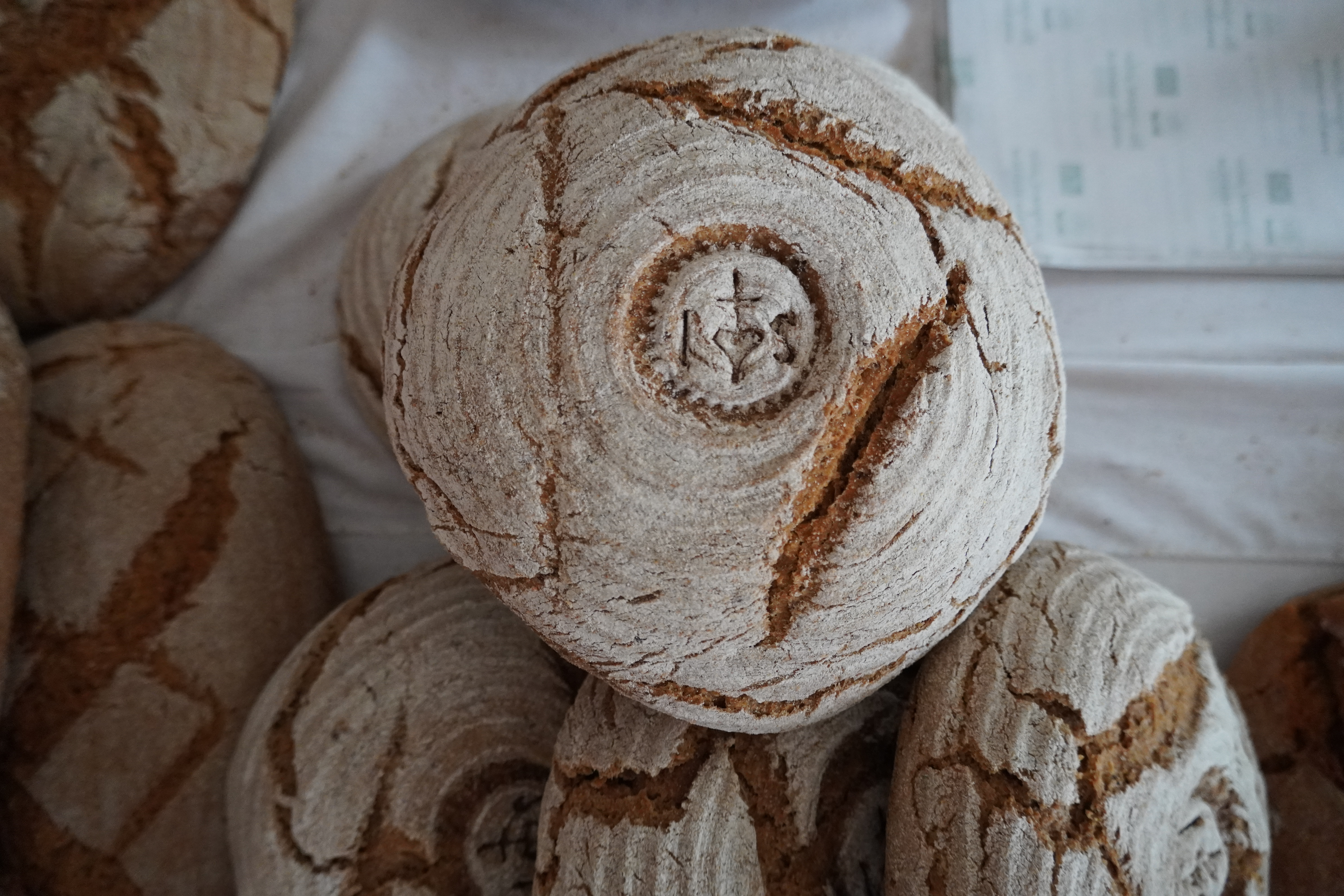
Lesachtaler Brot mit IHS Stempel

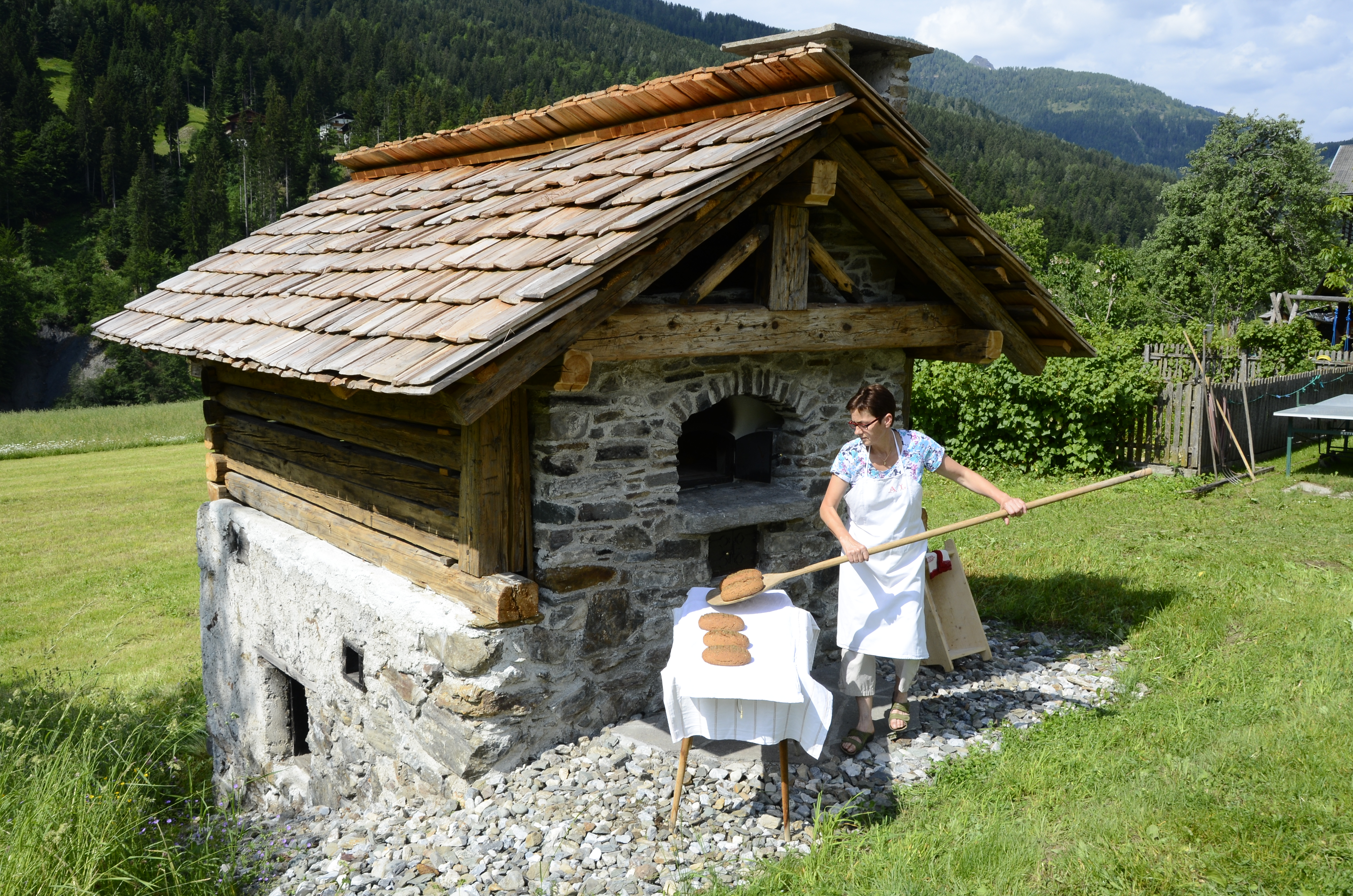
Entnahme des gebackenen Brotes aus dem Backofen

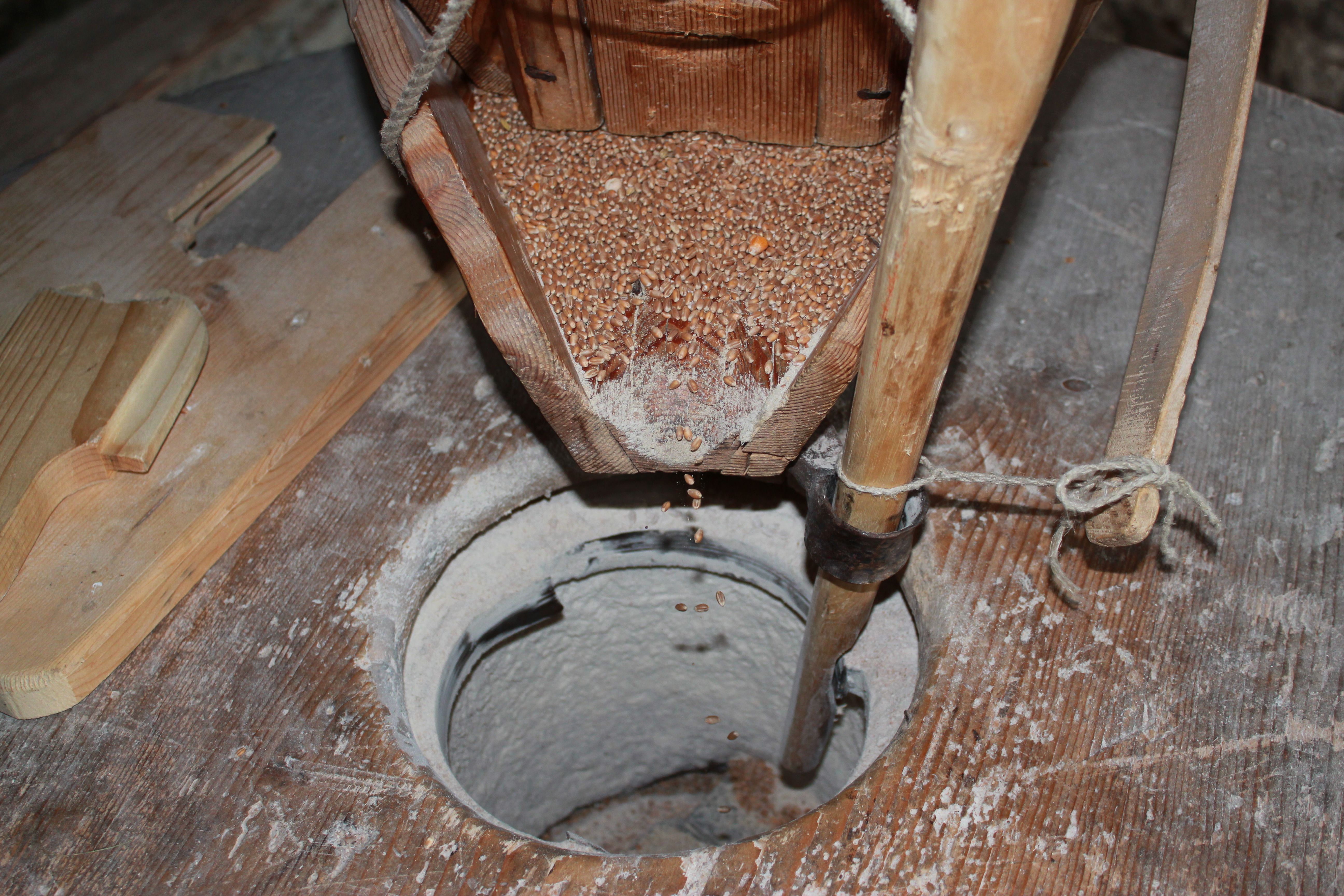
Grossn-Mühle in Maria Luggau

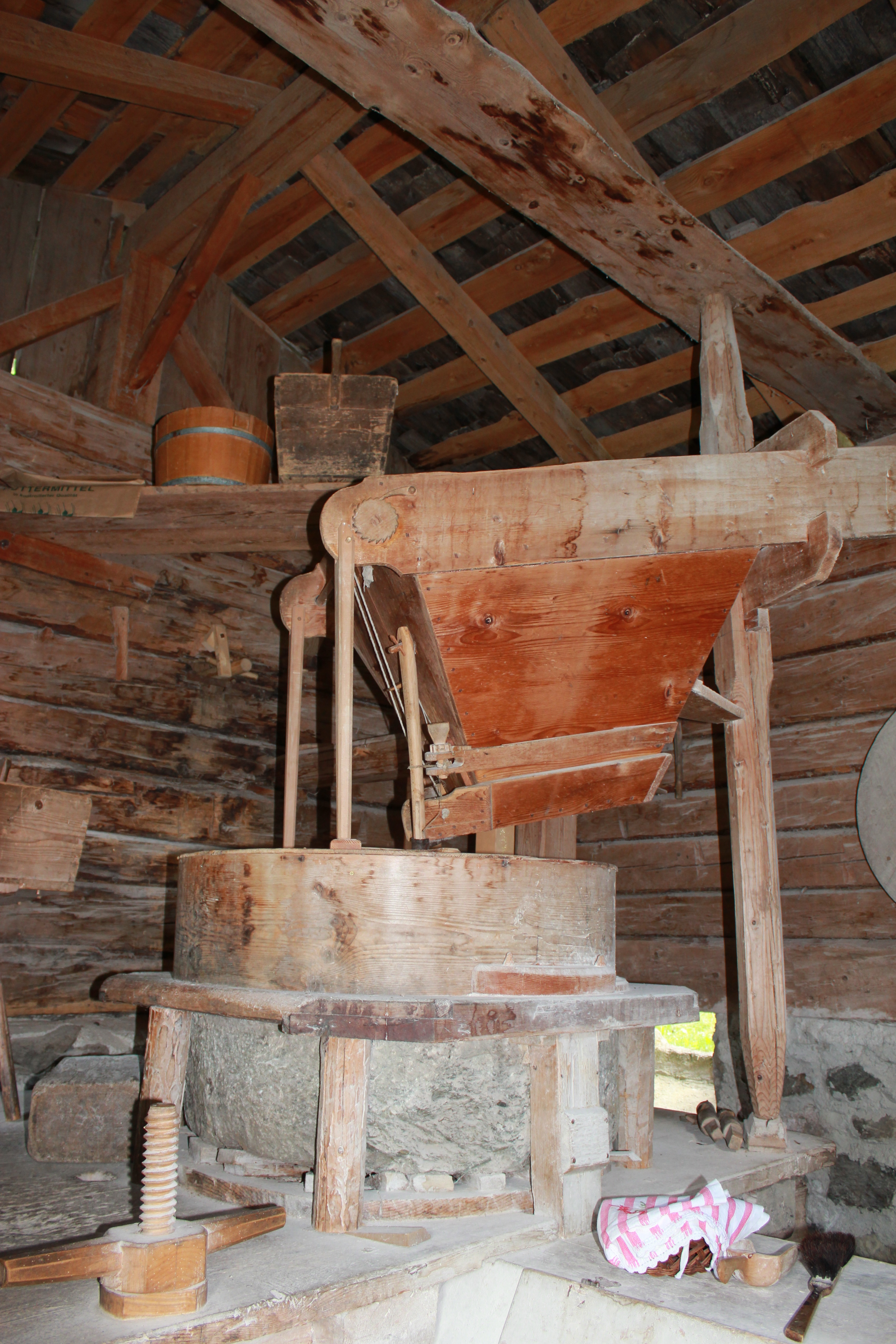
Grossn-Mühle

Die Lesachtaler Brotherstellung bezeichnet die traditionelle Brotherstellung im österreichischen Lesachtal insbesondere in den Orten Maria Luggau und Liesing.
Es umfasst den Getreideanbau, die Gewinnung des Korns in einer Bergbauernregion und das notwendige Wissen zum Bau von Mühlen, spezielle Dialektausdrücke, Rituale sowie das jährliche Mühlenfest in Maria Luggau und das Lesachtaler Dorf- und Brotfest.

## Traditionelles Wissen
Bei Brotherstellung im Lesachtal handelt es sich um eine traditionale Handwerkstechnik. Diese umfasst den Getreideanbau und die Ernte, sowie das Mahlen des Getreides und das Backen des Brotes in den Lesachtaler Orten Maria Luggau und Liesing im Bundesland Kärnten. Das traditionale Handwerk beinhaltet nicht nur die Kunst des Backens, besonders gekennzeichnet wird diese durch den speziellen Sprachschatz, Rituale, wie das Zeichnen von drei Kreuzen vor dem Anschnitt oder dem Stecken eines Palmkreuzchens in den Acker. Diese Art der Gewinnung von Teigwaren ist ein Symbol für Tradition und Regionalität. Dies wird jährlich durch das Dorf-, Mühlen- und Brotfest gefeiert.

## Rituale beim Brotbacken
Im Lesachtal gibt es über 100 verschiedene Brotrezepte. Traditionellerweise wird das Brot von Frauen gebacken, die ihre Rezepte an die Schwiegertöchter weitergegeben. Die Zubereitung der Teiges findet bereits am Vorabend statt, wo in den Vorteig ein Kreuz gezeichnet wird. Vor dem Backen wird in jeden Brotlaib ein IHS-Stempel (Brotstempel) hineingedrückt und schließlich in die Rinde des fertigen Brotes drei Kreuze geritzt, als Ritual der Dankbarkeit.

### Dialektausdrücke
Dialektbegriffe aus dem Lesachtal für Einrichtungen und Geräte zum Brotbacken:
- Khrongrånt (Korngrant)
- Påchgrutte (Backgrutte)
- Taagschaufl (Teigschaufel)
- Muäsa (Muser)
- Schååwa (Schaber)
- Proatflekke (Brotbrett)
- Khrukhe (Brottuch)
- Proatruume (Broatrahme)
- Proatgråmbl (Brotschneidevorrichtung)[4]

## Brauchtumspflege

### Feste und Tourismus
2010 wurde die Lesachtaler Tradition des Brotbackens nach althergebrachten Methoden in die Liste des Immateriellen Kulturerbes der UNESCO aufgenommen. Zwei vielbesuchte Feste unterstreichen den Stellenwert dieser kulinarischen Tradition und verbinden diese mit Musik und Gesang. Das jährliche Mühlenfest im August in Maria Luggau und das Lesachtaler Dorf- und Brotfest am ersten Septemberwochenende in Liesing erfreuen sich großer Beliebtheit.

### Vereine
Der Verein „Brot fürs Leben“ wurde 2008 unter Obmann Werner Lexer im Lesachtal Lesachtal gegründet. Ziel des Vereins ist die Beseitigung der Hungersnot und die Unterstützung zur Selbsthilfe für Lebensmittelanbau und -produktion, sowie bei Ausbildungsmaßnahmen in unterentwickelten Ländern.

### Internationale Rezeption
Nachdem die japanische Ethnologin Eiko Funada über die Kärntner Tradition publizierte, entschied sich ein lokaler Holzunternehmer die österreichischen Brotbackhütten originalgetreu nachzubauen. Seither wird das Lesachtaler Brot auch in der japanischen Hauptstadt Tokio nach traditioneller Bauernart gebacken.